# Molophilus subochraceus
Molophilus subochraceus är en tvåvingeart som beskrevs av Evgenyi Nikolayevich Savchenko 1976. Molophilus subochraceus ingår i släktet Molophilus och familjen småharkrankar. Inga underarter finns listade i Catalogue of Life.